# Rhodochrysa superbella
Rhodochrysa superbella är en fjärilsart som beskrevs av George Francis Hampson 1901. Rhodochrysa superbella ingår i släktet Rhodochrysa och familjen mott. Inga underarter finns listade i Catalogue of Life.